# NGC 979
NGC 979 (również PGC 9614) – galaktyka soczewkowata (SB0), znajdująca się w gwiazdozbiorze Erydanu. Odkrył ją John Herschel 18 października 1835 roku.